# Magnus Wikström
Johan Magnus Wikström (* 7. Dezember 1977) ist ein ehemaliger schwedischer Fußballspieler, der vornehmlich als Abwehrspieler im schwedischen Profifußball reüssierte.

## Werdegang
Wikström entstammt der Jugend des Örebroer Vereins BK Forward. Für den Klub debütierte er 1995 in der zweiten Liga, stieg aber mit der Mannschaft Ende des folgenden Jahres in die Drittklassigkeit ab. Erst 1998 etablierte er sich in der Mannschaft und war in den folgenden Jahren Stammspieler in der dritten Liga. Ende 2002 stieg er mit ihr wieder in die zweitklassige Superettan auf. Am Ende der Zweitliga-Spielzeit 2003, in der er in 28 Saisonspielen am Ball gewesen war, folgte der direkte Wiederabstieg. Daraufhin zog er innerhalb der Liga zu Gefle IF weiter. In 29 Zweitligaspielen trug er zum Aufstieg in die Allsvenskan auf, wo er in zwei Spielzeiten für den Klub aus Gävle auflief.
Zur Spielzeit 2007 wechselte Wikström zurück nach Örebro, neuer Verein wurde der Erstligist Örebro SK. Dort etablierte er sich in seiner zweiten Spielzeit unter Trainer Sixten Boström endgültig als Stammspieler. Zeitweise im vorderen Tabellendrittel platziert, verpasste er mit der Mannschaft am Ende der Spielzeit 2012 den Klassenerhalt. Auch in der zweiten Liga war er weiterhin Stammspieler, unter Trainer Per-Ola Ljung gelang ihm an der Seite von Patrik Haginge, Shpëtim Hasani, Karl Holmberg, Ahmed Yasin Ghani, Oscar Jansson und Samuel Wowoah der direkte Wiederaufstieg. In der Spielzeit 2014 bestritt er noch einmal 27 Ligaspiele, anschließend beendete er seine aktive Profikarriere.